# 勒科茨區

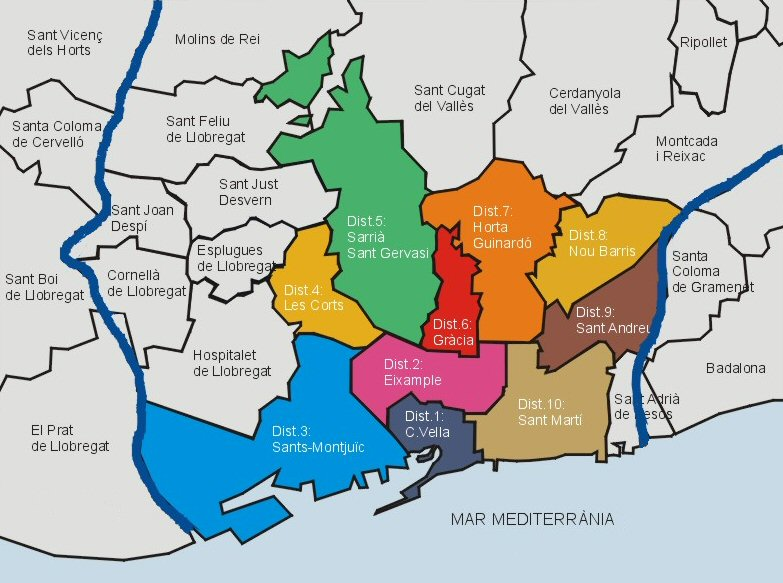
圖中4區（黃色）區域是勒科茨區

勒科茨區是西班牙加泰羅尼亞城市巴塞羅那的10個區之一，設立於1984年。勒科茨區的前身是兩個設立於1897年市鎮。據2005年人口普查，勒科茨區有人口82.588人，是巴塞羅那人口最少的一個區。勒科茨區位於巴塞羅那西部。

## 外部連結
- Les Corts Official Website （页面存档备份，存于）

41°23′14.53″N 2°08′30.55″E / 41.3873694°N 2.1418194°E